# Cronologia da Guerra Colonial
Este artigo lista, cronologicamente, os eventos do início e fim da Guerra Colonial nos territórios de Angola, Moçambique e Guiné.
| Data           | Portugal                                                   | Angola                                         | Guiné-Bissau                                                     | Moçambique                   |
| -------------- | ---------------------------------------------------------- | ---------------------------------------------- | ---------------------------------------------------------------- | ---------------------------- |
| 1961           |                                                            |                                                |                                                                  |                              |
| 15 de Março    |                                                            | Massacre a populações civis, liderado pela UPA |                                                                  |                              |
| 1963           |                                                            |                                                |                                                                  |                              |
| 23 de Janeiro  |                                                            |                                                | Início dos confrontos com o ataque ao quartel de Tite pelo PAIGC |                              |
| 1964           |                                                            |                                                |                                                                  |                              |
| Setembro       |                                                            |                                                |                                                                  | Ataque de Chai pela FRELIMO. |
| 1973           |                                                            |                                                |                                                                  |                              |
| 24 de Setembro |                                                            |                                                | Declarada a Independência da Guiné-Bissau                        |                              |
| 1974           |                                                            |                                                |                                                                  |                              |
| 25 de Abril    | Revolução dos Cravos / Fim da Ditadura Militar em Portugal |                                                |                                                                  |                              |
| 10 de Setembro |                                                            |                                                | Reconhecida a Independência da Guiné-Bissau                      |                              |
| 1975           |                                                            |                                                |                                                                  |                              |
| 25 de Junho    |                                                            |                                                |                                                                  | Independência de Moçambique  |
| 11 de Novembro |                                                            | Independência de Angola                        |                                                                  |                              |